# Owambarctia owamboensis
Owambarctia owamboensis är en fjärilsart som beskrevs av Sergius G. Kiriakoff 1957. Owambarctia owamboensis ingår i släktet Owambarctia och familjen björnspinnare. Inga underarter finns listade i Catalogue of Life.